# ديفيد بيكون (ممثل)
ديفيد بيكون (بالإنجليزية: David Bacon)‏ هو ممثل أمريكي، ولد في 24 مارس 1914 في Jamaica Plain ‏ في الولايات المتحدة، وتوفي في 13 سبتمبر 1943 في هوليوود في الولايات المتحدة.

## وصلات خارجية
- ديفيد بيكون على موقع IMDb (الإنجليزية)
- ديفيد بيكون على موقع أول موفي (الإنجليزية)
- ديفيد بيكون على موقع قاعدة بيانات الفيلم (الإنجليزية)